# Georges Trubert
Pour les articles homonymes, voir Trubert.
Georges Trubert est un peintre enlumineur français, actif entre 1469 et 1508, en Anjou, en Provence et en Lorraine, à la cour du roi René et de son petit-fils René II de Lorraine.

## Biographie

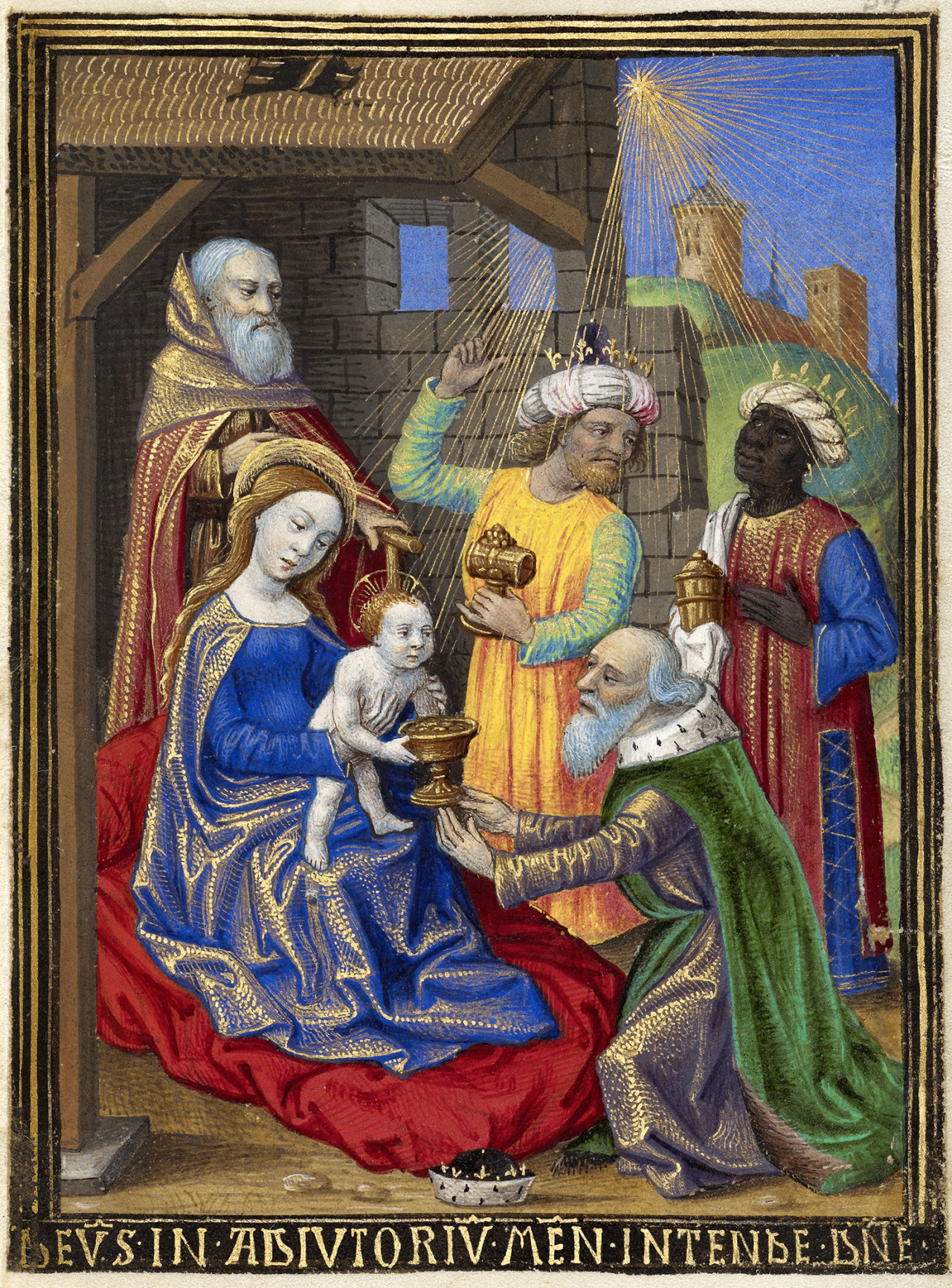
L'Adoration des Mages.
Los Angeles, JP Getty Museum, Ms. 48, fol. 59.

Georges Trubert appartient à une famille d'artistes installée à Troyes, en Champagne, depuis au moins 1364. Son père, Pierre Trubert, est mentionné dans les archives comme « peintre et imagier ». Son frère, François, est signalé comme sculpteur. Son autre frère, Guy ou Guyot, est mentionné comme facteur d'orgues. Le troisième, Oudart, est cité comme « imagier et graveur ».
Vraisemblablement formé à Paris, Georges Trubert est régulièrement nommé dans les textes et comptes de  la cour de René d'Anjou. Il semble d'abord actif en Anjou, puis en Provence où il est enlumineur officiel de la cour à partir de 1467, succédant sans doute à Barthélemy d'Eyck. Une salle de travail est aménagée spécialement pour lui, dans l'hôtel particulier du prince à Avignon. En 1476, il reçoit une somme d'argent pour effectuer un voyage à Rome. La même année, il épouse une Arlésienne nommée Marguerite Bonnot. Par la suite, il est mentionné comme valet de chambre, office honorifique qui lui permet de percevoir de généreux subsides,.
Après la mort de son mécène, il reste au service de son héritier, Charles V d'Anjou, jusqu'à sa mort en 1481. Durant la décennie 1480, il est toujours actif à Avignon, où il possède des maisons données par son ancien mécène. Il est aussi propriétaire d'une maison à Arles et d'une bastide à Châteaurenard.
Vers 1490, il est appelé par le petit-fils du roi René, René II de Lorraine. Il s'installe à sa cour, à Nancy, où il travaille comme peintre officiel jusqu'à l’extrême fin du XVe siècle. En mai 1508, une minute notariale parisienne le signale comme mort. Plus aucune œuvre ne lui est attribuée après 1500.

## Éléments stylistiques
Les manuscrits les plus achevés de Georges Trubert appartiennent à sa période lorraine. Son style se caractérise par une large palette de couleurs rares et acides (alliant un rouge-orangé intense, deux jaunes et deux verts respectivement clairs et foncés, un azur de lapis-lazuli et un bleu-ardoise, un rose pâle, un mauve intense et un grenat foncé), l'usage du camaïeu d'or et de la grisaille.

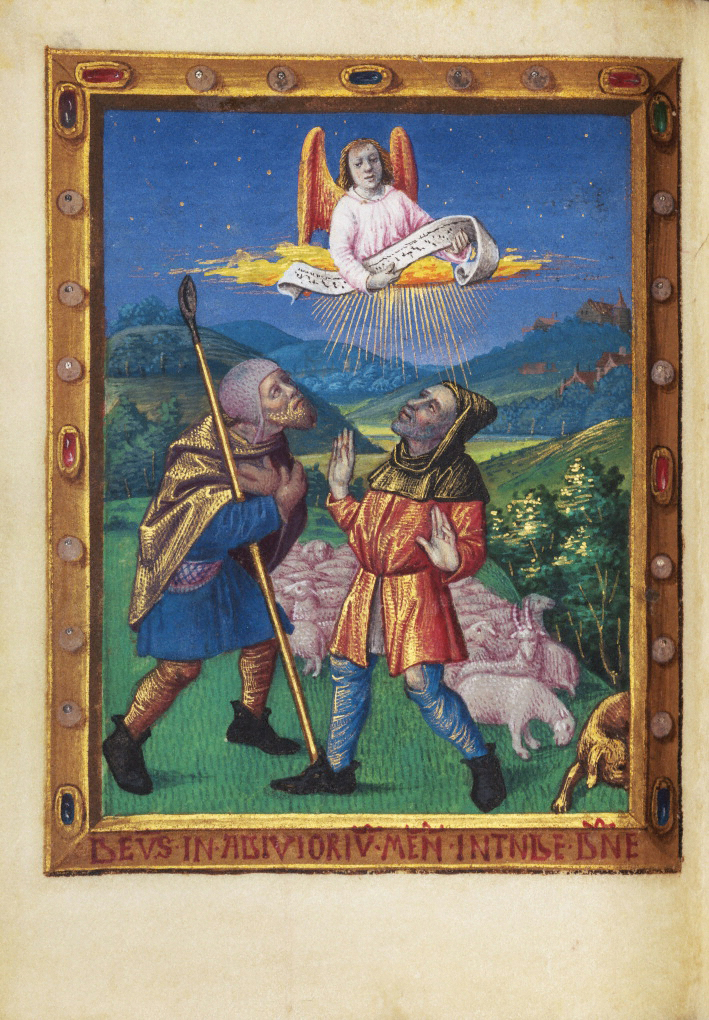
L'Annonce aux Bergers. Los Angeles, JP Getty Museum,
Ms. 48, fol. 54 v°.

Ses personnages présentent une physionomie particulière, avec leurs yeux écartés longuement étirés sur les tempes. Les femmes, au visage vu de trois-quarts et légèrement incliné, portent des cheveux flottant sur les épaules. Les figures sont souvent situées au premier plan, vues à mi-corps dans un cadrage resserré, en vertu de ce que l'historien d'art Sixten Ringbom (en) a nommé le dramatic close-up : une mise en page destinée à rapprocher affectivement la représentation peinte de celui qui la contemple, et à favoriser sa méditation. Poussant la formule à l'extrême, Georges Trubert remplit la surface peinte de demi-figures cadrées au plus juste. Concentré sur l'essentiel, il élimine les éléments anecdotiques - décor, paysage et même personnages secondaires - au profit du jeu intense des regards et des mains.

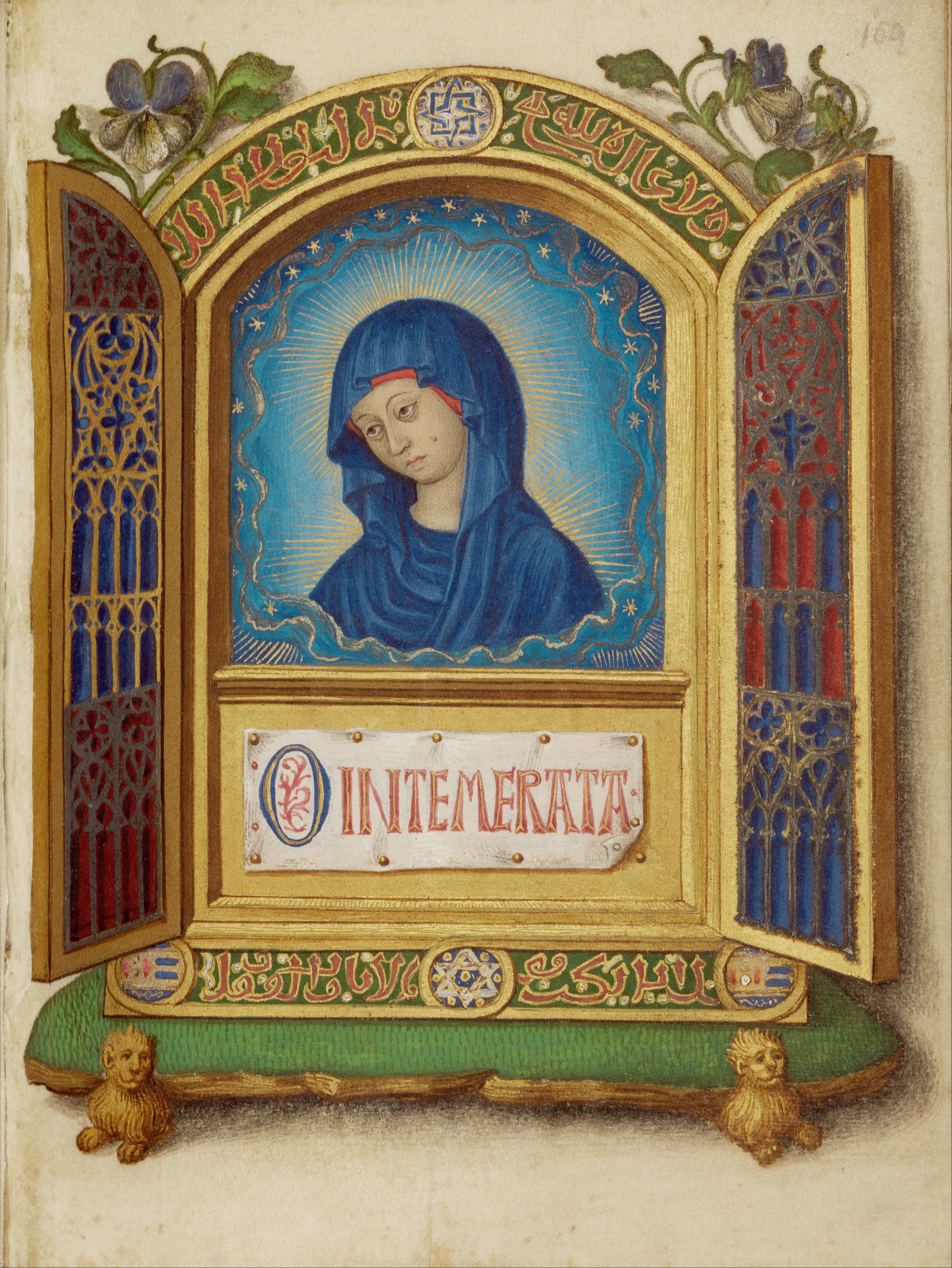
Vierge au triptyque.
Los Angeles, JP Getty Museum, Ms. 48,
fol. 159.

L'encadrement de ses peintures fait preuve de recherche et même d'une étourdissante virtuosité. Outre le vocabulaire architectural antiquisant de la Renaissance italienne, il use volontiers d'éléments originaux : panneaux de bois ou de pierre incrustés de gemmes ; bandes de cuir gaufré et doré ; branches écotées liées entre elles... Les montants verticaux et horizontaux de ses cadres traduisent le jeu naturel de la lumière, ce qui leur confère de la vraisemblance (voir illustration ci-contre). Par ailleurs, il s'attache à rendre cohérents les divers éléments de la page : peinture, encadrement et texte procèdent d'un ensemble unifié. Les compositions gagnent en clarté et lisibilité tout en acquérant de la monumentalité.
Un exemple montre le raffinement de l'art de Georges Trubert. Sur le triptyque portatif à la Vierge du J. Paul Getty Museum, le phylactère comportant le début de la prière très populaire O intemerata est une bande de parchemin fixée sur la prédelle par une dizaine de petits clous à tête dorée. En bas à droite, le parchemin s'est détaché et l'on distingue le trou qu'y a laissé le clou. Là où ces derniers sont restés en place, le froncement qu'ils ont provoqué est toujours visible. La lumière naturelle émane de la partie supérieure gauche. Elle éclaire toute la composition : encadrement, volet droit du triptyque, motte de gazon et paire de lions qui supportent l'ensemble (voir illustration ci-contre).
Georges Trubert a probablement reçu une formation parisienne. Mais son style semble influencé par Barthélemy d'Eyck, un artiste de René d'Anjou auquel il emprunte notamment le lourd drapé des vêtements. Les textes nous apprennent aussi qu'il a côtoyé des peintres d'Avignon, tels Nicolas Froment ou Nicolas Dipre.

## Manuscrits attribués
La seule œuvre qu'un écrit contemporain lui attribue de façon indubitable est le Diurnal de René de Lorraine. Une dizaine d'autres manuscrits lui sont rattachés selon des critères stylistiques.
- Livre d'heures, fin des années 1470 ?, Waddesdon Manor (Buckinghamshire), Ms. 21[5] ;
- Psautier à l'usage de Tours ayant appartenu à la famille Boucicaut, destiné à Jean IV Boucicaut, vers 1478-1480, Avignon, Bibliothèque municipale, Ms. 10[6] ;
- Livre d'heures, vers 1480-1490, Los Angeles, J. Paul Getty Museum, Ms. 48[7] ;
- Livre d'heures à l'usage de Rome, vers 1480-1500, 15 miniatures, Musée Condé, Chantilly, Ms.80[8]
- Bible moralisée de Philippe le Hardi (quelques ajouts vers 1485 dans le 6e cahier), Paris, Bibliothèque nationale de France, Fr. 166 ;

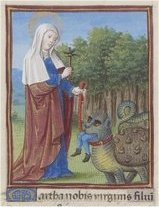
Sainte Marthe et la Tarasque. Paris, Bnf, Lat. 10491, fol. 219.

- Livre d'heures à l'usage de Rome, vers 1485-1490, Moulins (Allier), Bibliothèque municipale, Ms. 89 ;
- Livre d'heures à l'usage de Rome, vers 1485-1490 à Avignon, Paris, Bibliothèque nationale de France, Lat. 1157 ;
- Livre d'heures à l'usage de Rome, en collaboration avec le Maître des Missels della Rovere, vers 1485-1490 à Avignon (achevé par un suiveur de Jean Bourdichon), New York, Pierpont Morgan Library, M. 348[9] ;
- Livre d'heures à l'usage de Rome, vers 1488, en collaboration avec l'enlumineur avignonais Guiot Baletet, Avignon, Bibliothèque municipale, Ms. 2595[10] ;
- Bréviaire de René II de Lorraine, vers 1491-1495, Paris - Volume I à Paris, Bibliothèque de l’Arsenal, Ms. 601 ; volume II à Paris, Petit Palais, Ms. Dutuit 42[11] ;
- Diurnal de René II de Lorraine, vers 1492-1493, Paris, Bibliothèque nationale de France, Lat. 10491[12] ;
- Heures de Jean de Chasteauneuf, vers 1493, Paris, Bibliothèque nationale de France, Nal. 3210 ;
- Livre d'heures à l'usage de Paris, vers 1493, 127 folios, 14 miniatures dont 3 par le Maître de Martainville et les 11 autres par le maître, ancienne coll. Musée des lettres et manuscrits et Aristophil, passé en vente à Drouot chez Aguttes, le 16 juin 2018, lot 19[13].
- Livre d'heures à l'usage de Rome, destiné à René II de Lorraine et Philippe de Gueldre, 87 folios, 18 miniatures, vers 1485, ancienne coll. Aristophil, passé en vente à Drouot le 6 décembre 2022 (lot 15)[14],[15].